# Коучелла (Каліфорнія)
Коучелла (англ. Coachella) — місто (англ. city) в США, в окрузі Ріверсайд штату Каліфорнія. Населення — 41 941 особа (2020).

## Географія
За даними Бюро перепису населення США в 2010 році місто мало площу 74,98 км², уся площа — суходіл.

### Клімат
| Клімат : Коучелла       | Клімат : Коучелла | Клімат : Коучелла | Клімат : Коучелла | Клімат : Коучелла | Клімат : Коучелла | Клімат : Коучелла | Клімат : Коучелла | Клімат : Коучелла | Клімат : Коучелла | Клімат : Коучелла | Клімат : Коучелла | Клімат : Коучелла | Клімат : Коучелла |
| Показник                | Січ.              | Лют.              | Бер.              | Квіт.             | Трав.             | Черв.             | Лип.              | Серп.             | Вер.              | Жовт.             | Лист.             | Груд.             | Рік               |
| Абсолютний максимум, °C | 35,0              | 37,2              | 40,0              | 44,4              | 46,7              | 49,4              | 50,6              | 50,6              | 49,4              | 46,7              | 38,9              | 33,9              | 50,6              |
| Середній максимум, °C   | 21,5              | 23,3              | 26,9              | 30,8              | 35,3              | 39,8              | 42,3              | 41,8              | 38,7              | 32,8              | 25,8              | 20,7              | 31,7              |
| Середній мінімум, °C    | 7,5               | 8,9               | 11,2              | 14,1              | 18,0              | 21,7              | 25,3              | 25,3              | 22,1              | 16,9              | 11,0              | 6,8               | 15,7              |
| Абсолютний мінімум, °C  | −7,2              | −4,4              | −1,7              | 1,1               | 2,2               | 6,7               | 12,2              | 11,1              | 7,8               | −1,1              | −5                | −5                | −7,2              |
| Норма опадів, мм        | 29                | 28                | 13                | 2                 | 1                 | 1                 | 3                 | 7                 | 6                 | 6                 | 8                 | 22                | 126               |
| Днів з опадами          | 3,1               | 3,2               | 1,6               | 0,6               | 0,2               | 0                 | 0,6               | 0,9               | 0,8               | 0,7               | 0,8               | 1,9               | 14,4              |
| ----------------------- | ----------------- | ----------------- | ----------------- | ----------------- | ----------------- | ----------------- | ----------------- | ----------------- | ----------------- | ----------------- | ----------------- | ----------------- | ----------------- |
| Джерело: NOAA           |                   |                   |                   |                   |                   |                   |                   |                   |                   |                   |                   |                   |                   |

## Демографія
Згідно з переписом 2010 року, у місті мешкали 40 704 особи в 8998 домогосподарствах у складі 8330 родин. Густота населення становила 543 особи/км².  Було 9903 помешкання (132/км²).
Расовий склад населення:
| - 48,1 % — білих - 0,8 % — чорних або афроамериканців - 0,7 % — корінних американців - 0,7 % — азіатів - 0,1 % — вихідців з тихоокеанських островів - 47,1 % — осіб інших рас |

До двох чи більше рас належало 2,6 %. Частка іспаномовних становила 96,4 % від усіх жителів.
За віковим діапазоном населення розподілялося таким чином: 38,8 % — особи молодші 18 років, 56,7 % — особи у віці 18—64 років, 4,5 % — особи у віці 65 років та старші. Медіана віку мешканця становила 24,5 року. На 100 осіб жіночої статі у місті припадало 99,3 чоловіків;  на 100 жінок у віці від 18 років та старших — 97,3 чоловіків також старших 18 років.
Середній дохід на одне домашнє господарство  становив 46 583 долари США (медіана — 37 497), а середній дохід на одну сім'ю — 47 288 доларів (медіана — 39 120). Медіана доходів становила 26 982 долари для чоловіків та 23 525 доларів для жінок. За межею бідності перебувало 31,6 % осіб, у тому числі 43,5 % дітей у віці до 18 років та 20,3 % осіб у віці 65 років та старших.
Цивільне працевлаштоване населення становило 17 299 осіб. Основні галузі зайнятості: мистецтво, розваги та відпочинок — 20,1 %, освіта, охорона здоров'я та соціальна допомога — 14,7 %, науковці, спеціалісти, менеджери — 13,6 %, роздрібна торгівля — 12,8 %.